# Bến Ninh Kiều

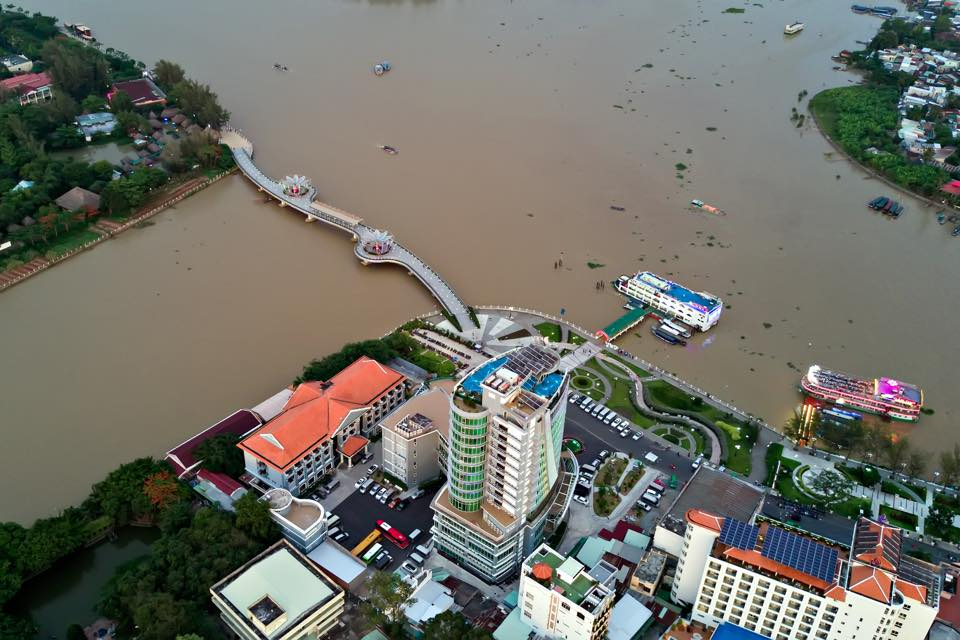
Toàn cảnh bến Ninh Kiều

Bến Ninh Kiều, nay được gọi là Công viên Ninh Kiều, là một bến nước và là địa danh du lịch, văn hóa của thành phố Cần Thơ hình thành từ thế kỷ XIX. Bến Ninh Kiều tọa lạc ở bờ phải sông Hậu, nằm giữa ngã ba sông Hậu và sông Cần Thơ tiếp giáp với đường Hai Bà Trưng, phường Tân An, quận Ninh Kiều thuộc thành phố Cần Thơ.
Bến Ninh Kiều là một địa danh du lịch có từ lâu và hấp dẫn du khách bởi phong cảnh sông nước hữu tình và vị trí thuận lợi nhìn ra dòng sông Hậu. Từ lâu bến Ninh Kiều đã trở thành biểu tượng về nét đẹp thơ mộng bên bờ sông Hậu của cả Thành phố Cần Thơ, thu hút nhiều du khách đến tham quan  và đi vào thơ ca.

## Lịch sử
Chưa có tài liệu lịch sử ghi rõ việc hình thành của bến Ninh Kiều, nhưng theo một số nhà nghiên cứu thì đã có giai thoại hình thành địa danh này từ thời Gia Long của nhà Nguyễn và Bến Ninh Kiều xưa vốn là một bến sông ở đầu chợ Cần Thơ.
Ninh Kiều ngày nay. Giữa đêm có vọng lại nhiều câu ngâm thơ, hò hát, tiếng đàn, tiếng sáo. Ông này khen vì một cảnh quan sông nước hữu tình và đặt tên cho con sông là Cầm Thi giang.

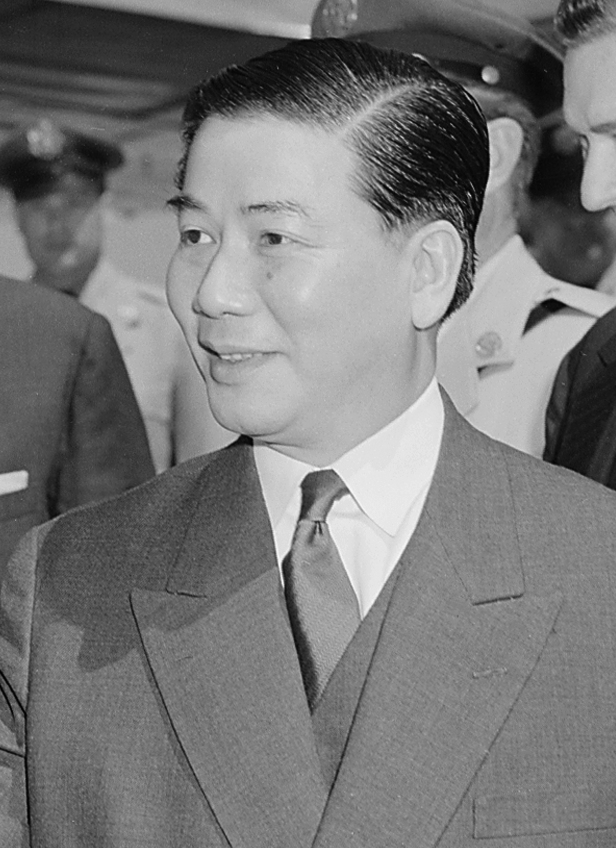
Ngô Đình Diệm là người đã ký văn bản chính thức đặt tên Bến Ninh Kiều dựa vào chiến thắng lịch sử Ninh Kiều

Từ năm 1876, quân đội Pháp đến chiếm Trấn Giang của triều Nguyễn và thành lập Tòa Bố chính tại Cần Thơ do đại úy Nicolai làm Chính tham biện. Bến Cần Thơ được chỉnh trang đá xây gạch để ngăn sóng dọc theo bờ sông. Lúc này nó chỉ là bến ghe, bến tàu của xứ lục tỉnh do các tàu bè chạy khắp miền Hậu Giang đều ghé bến ở đây mà vận chuyển hàng hóa, đưa rước khách. Lúc này Ninh Kiều tấp nập thuyền bè qua lại giao thương, hàng cây dương chắn gió ven bờ đã trở thành tên gọi của bến sông. Việc giao thương mỗi ngày thêm phồn thịnh, bến Hàng Dương do đó cũng được mở rộng và sửa sang, rồi dần dần trở thành thắng cảnh du lịch của đất Tây Đô.
Bến nước này được người Pháp đặt tên là Quai de Commerce (tiếng Việt là: bến thương mại). Người dân ở bến thường gọi bằng cái tên dân dã là bến Hàng Dương vì dọc bờ sông có hàng cây dương  hay nhân dân còn gọi tên khác là bến Lê Lợi vì con đường dọc theo mé sông trước đây có tên là đường Lê Lợi.
Vào khoảng năm 1957 dưới thời Việt Nam Cộng Hòa (thời Đệ Nhất Cộng hòa), bến hàng dương đã đổi thành bến Ninh Kiều gắn với việc ông Đỗ Văn Chước - Tỉnh trưởng Phong Dinh (tên gọi khác của Cần Thơ). Ông ta cho lập nơi bến sông này một công viên cây kiểng và bến dạo mát theo đề xuất của ông Ngô Văn Tâm, Trưởng ty Nông nghiệp, đồng thời phụ trách đoàn Thanh Niên 4T (Khuyến Nông).
Sau đó Đỗ Văn Chước trình lên Ngô Đình Diệm đặt tên công viên và bến là Ninh Kiều dựa vào một sự kiện trong lịch sử Việt Nam và lấy tên một địa danh lịch sử chiến thắng quân Minh của nghĩa quân Lam Sơn do Lê Lợi chỉ huy. Ngày 4 tháng 8 năm 1958, Bộ trưởng Nội vụ thời Đệ Nhất Cộng Hoà là ông Lâm Lễ Trinh từ Sài Gòn xuống Cần Thơ dự lễ cắt băng khánh thành, đọc Nghị định đặt tên công viên và bến Ninh Kiều.
Ngày nay, quanh khu vực bến được đổi tên thành quận Ninh Kiều thuộc Thành phố Cần Thơ. Đường Lê Lợi dọc mé sông nay là đường Hai Bà Trưng, đường này đã được quy hoạch trở thành phố đi bộ và chợ đêm đầu tiên của Thành phố Cần Thơ.

## Bến Ninh Kiều hiện nay

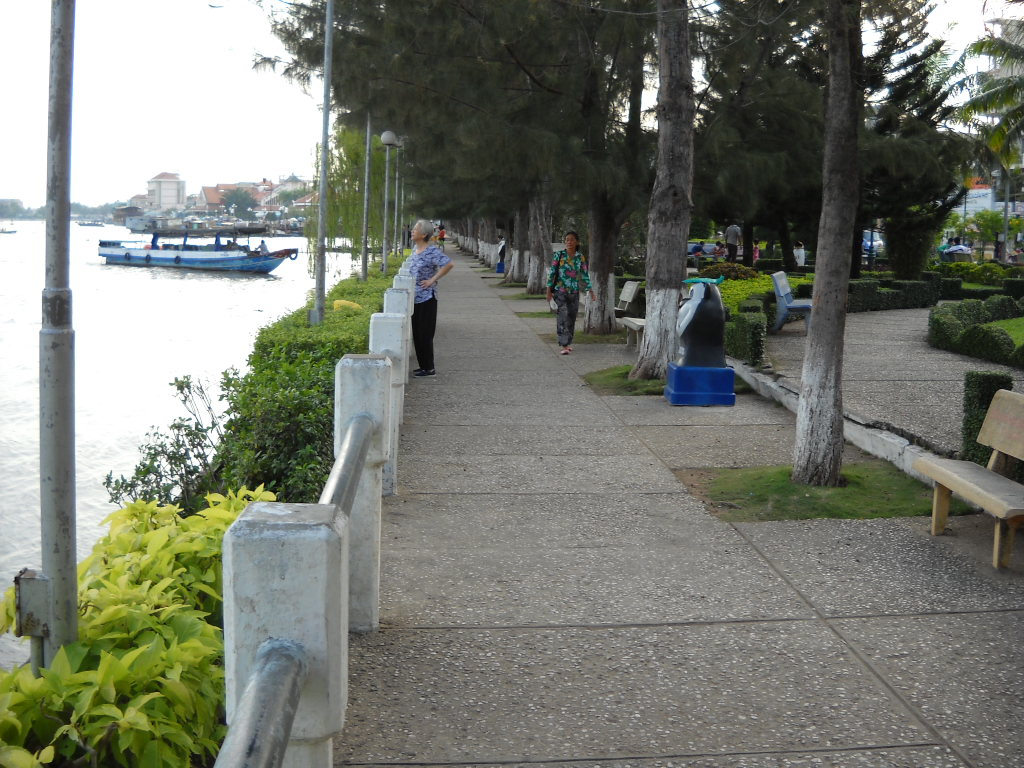
Khung cảnh buổi sáng trên bến Ninh Kiều

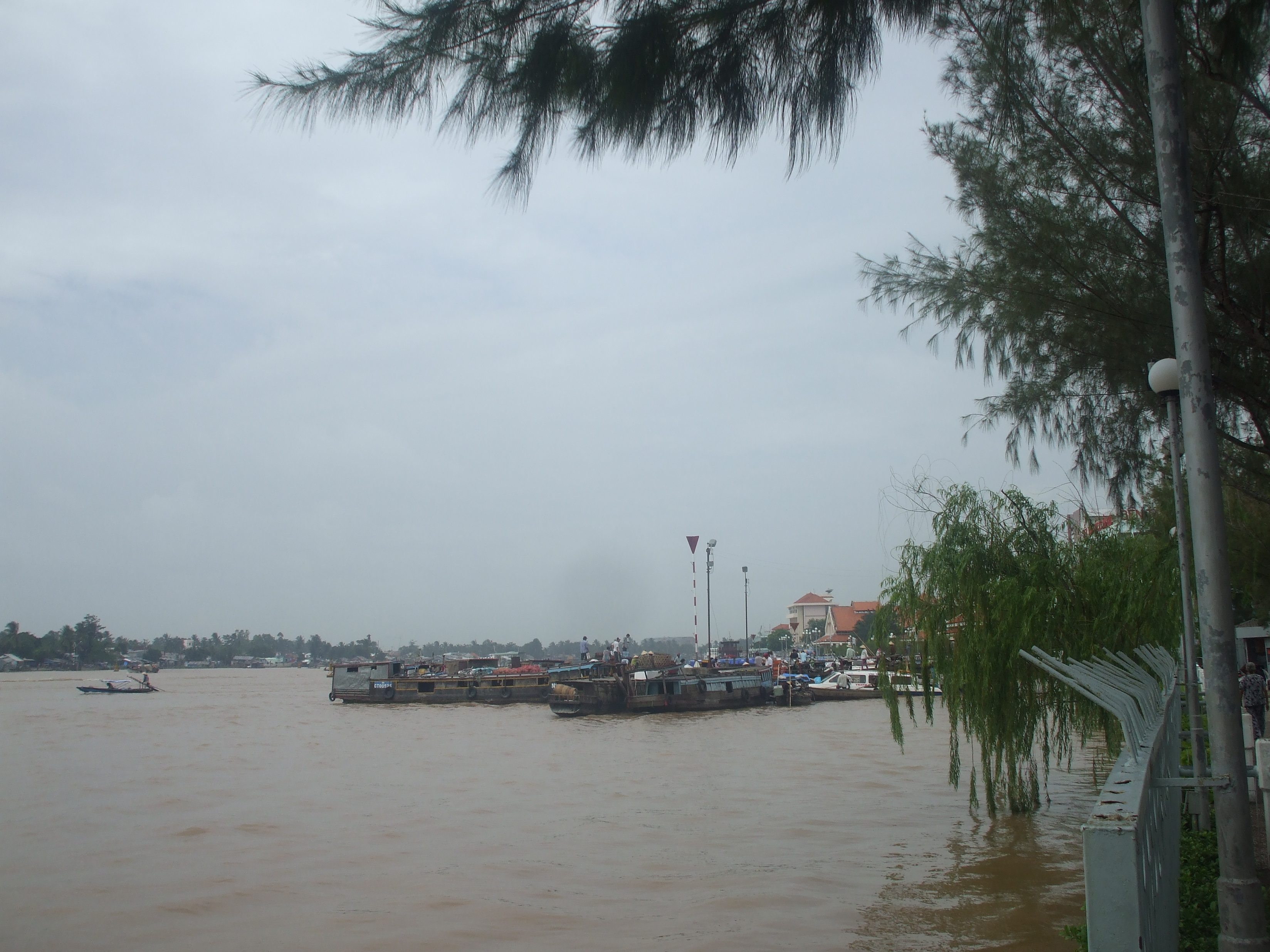
Toàn cảnh Bến Ninh Kiều vào ban ngày với sông nước, hàng dương và ghe tàu nhộn nhịp

Hiện tại, Bến Ninh Kiều là công viên du lịch của Cần Thơ, bên cạnh đó là cảng Cần Thơ được xây dựng hiện đại có khả năng tiếp nhận trọng tải 5.000 tấn. Gần bến Ninh Kiều có chợ Cần Thơ, một trung tâm buôn bán lớn ở miền Tây Nam Bộ. Trên bến sông luôn tấp nập tàu bè, thuyền xuôi ngược chở đầy những sản vật vùng đồng bằng sông Cửu Long. Đứng trên bến Ninh Kiều có thể nhìn thấy cầu dây văng lớn nhất Cần Thơ, cầu Cần Thơ, cũng như nhìn sang Xóm Chài và hướng Cồn Ấu ở đầu vàm sẽ thấy một dải cù lao nhiều cây lá, đồng thời nếu đứng từ bên kia Xóm Chài nhìn sang sẽ thấy toàn cảnh Ninh Kiều và phố xá. Hiện tại xung quanh. Bến có các nhà hàng thủy tạ, chợ nổi trên sông, các nhà hàng có các món ăn đặc sản... Cách Bến Ninh kiều khoảng 05 km là một địa danh nổi tiếng khác của Cần Thơ, chợ nổi Cái Răng.
Bến Ninh Kiều được đầu tư khá quy mô để xây dựng thành một công viên du lịch với diện tích hơn 7.000 m². Trong công viên, bên cạnh nhiều loại cây kiểng quý được cắt tỉa cẩn thận là thảm cỏ xanh, mọc len lỏi dưới những tấm xi măng trắng. Vào ban đêm, hệ thống chiếu sáng của công viên đã làm cho nơi đây đẹp hơn. Công viên Ninh Kiều được nâng cấp, sửa chữa sạch đẹp với bờ kè dọc bờ sông. Buổi tối, nơi đây tập trung rất đông người đến ngắm cảnh, tản bộ, trẻ em vui chơi... Trong công viên còn có tượng Hồ Chí Minh bằng đồng cao 7,2 m và được đặt, bố trí tôn nghiêm trên bệ cao 3,6 m.
Ngày nay, Cần Thơ đã khai trương Chợ đêm Ninh Kiều và hình thành loại hình đường phố đi bộ, đường phố ẩm thực, chợ đêm để phát huy lợi thế "đêm lung linh giăng mắc ánh đèn lồng đỏ, soi bóng xuống mặt nước phù sa lấp loáng" góp phần tạo nên diện mạo và sắc thái mới cho khu vực trung tâm thành phố Cần Thơ về đêm và góp phần giải quyết việc làm cho hơn 500 lao động đồng thời thu hút thêm khoảng 20% lượng du khách trong nước và quốc tế đến với Cần Thơ mỗi năm. Chợ mở cửa từ 4 giờ chiều hôm trước đến 4 giờ sáng hôm sau tại phường Ninh Kiều. Tuy nhiên, phần lớn các hộ kinh doanh ở đây đều dọn hàng trước 12 giờ đêm. Chợ đêm Ninh Kiều mang nét đặc trưng của miền sông nước tuy nhiên không có nhiều ấn tượng và thiếu nét cá tính.
Đêm trên bến Ninh Kiều, hệ thống đèn chiếu sáng dọc bờ sông, người dân sinh hoạt dạo chơi, rao bán... Bên ngoài bến, đèn sáng rực rỡ. Cứ cách 100m lại có dãy phố chạy dài, mỗi dãy bán một mặt hàng khác nhau, có phố bán quần áo, phố đồ ăn chay, lại có phố chỉ bán trái cây.... và đây cũng là nơi diễn ra tâm tình, cảnh yêu đương của các đôi trai gái, tâm sự...
Cũng tại Bến Ninh Kiều, bên cạnh hoạt động du lịch, văn hóa thì nơi đây tấp nập các hoạt động buôn bán, mưu sinh của những người lao động nghèo khổ với các hoạt động đa dạng, phong phú từ đưa đò, bốc xếp tại bến tàu đến bán vé số.... trên khu vực chợ nổi. Đa số dân tình ở quanh vùng này đều thất học, kham khổ và hầu hết người dân ở xóm Chài quanh bến Ninh Kiều đều sống bằng nghề đưa đò, thu nhập trung bình mỗi ngày khoảng vài chục nghìn đồng đến vài trăm nghìn đồng nếu gặp khách du lịch phương Tây hoặc khách du lịch khá giả trong nước. Vào năm 2010, có khoảng 40 hộ sống bằng nghề chèo đò với cuộc sống khá chật vật với thu nhập chỉ khoảng 40.000 – 70.000 Việt Nam đồng một người một ngày.

### Phố đi bộ và chợ đêm
Ngày 10 tháng 1 năm 2016, khu phố đi bộ, ẩm thực và chợ đêm tại bến Ninh Kiều, thành phố Cần Thơ đã chính thức đi vào hoạt động. Dự án do Công ty trách nhiệm hữu hạn thương mại và dịch vụ Địa Cầu làm chủ đầu tư với kinh phí hơn 4,5 tỷ đồng. Khu phố đi bộ, ẩm thực sẽ kéo dài khoảng 200m từ Khách sạn Quốc tế đến ngã ba Ngô Quyền, Hai Bà Trưng, Nguyễn Thái Học - Võ Văn Tần và kết thúc tại khu vực Nhà Lồng Chợ Cổ. Khu chợ đêm gồm các khu vực ẩm thực, khu vực chợ đêm và khu vực bán hàng lưu niệm. Khu chợ đêm này hoạt động từ 16 giờ hôm trước đến 4 giờ ngày hôm sau. 

### Cầu đi bộ du lịch
Ngày 6 tháng 2 năm 2016 (tức 28 Tết Bính Thân), cầu đi bộ du lịch đầu tiên của thành phố Cần Thơ được khánh thành thu hút đông đảo người dân và du khách thưởng ngoạn sau gần một năm thi công.
Cầu bắc qua rạch Khai Luông, nối bến Ninh Kiều và cồn Cái Khế, bằng bêtông cốt thép bán vĩnh cửu, dài gần 200 m, rộng 7,2 m, tổng mức đầu tư gần 50 tỷ đồng. Mặt cầu được thiết kế cách điệu uốn lượn hình chữ S tượng trưng cho đất nước. Tại hai phần cầu mở rộng được bố trí hai đài hoa sen. Trên cầu trang bị hệ thống đèn led màu được điều khiển theo những kịch bản khác nhau tạo nên vẻ đẹp sinh động và hiện đại. Hệ thống cây xanh, bồn hoa ở bên ngoài lan can ở thành cầu, được tưới và thoát nước tự động tiện lợi cho công tác bảo trì.

### Giao thông
Với vị trí đẹp và phương tiện đi lại thuận lợi kể cả bằng đường thủy và đường bộ, nên việc đi lại, di chuyển tại Bến Ninh Kiều sẽ rất dễ dàng. Tại đây có Bến tàu Cần Thơ, gần các địa điểm du lịch nổi tiếng như: Chợ nổi Cái Răng, Khu du lịch Mỹ Khánh, Nhà Cổ Bình Thủy, Vườn Cò Bằng Lăng, ….

## Một số thực trạng

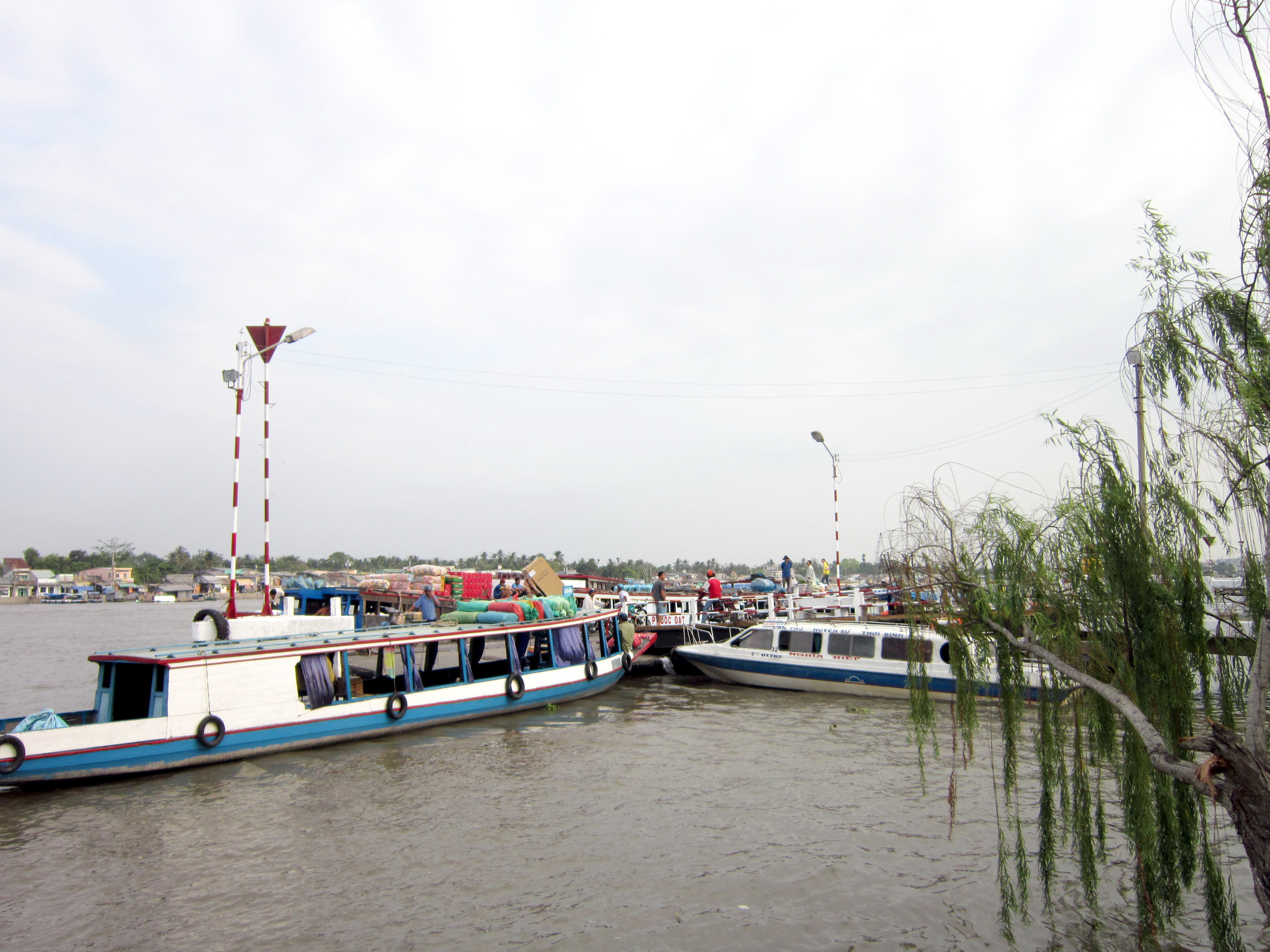
Bến tàu khách ở Bến Ninh Kiều

Theo phản ánh, các dịch vụ buôn bán tại Bến Ninh Kiều phát triển rầm rộ gây nên tình trạng mất trật tự, mất vệ sinh, kém mỹ quan làm người dân bản xứ bức xúc…. Bên cạnh đó, khu vực này hiện nay cũng rất bát nháo bởi đây là nơi đặt cơ sở kinh doanh của các chủ đò du lịch tư nhân, khi có khách đi qua, đặc biệt là khách đoàn hay người nước ngoài, họ liền lao tới mời chào đi đò tham quan theo kiểu chèo kéo....

## Trong văn hóa

Công viên Ninh Kiều

Bến Ninh Kiều là một thắng cảnh và là địa danh du lịch đồng thời là niềm tự hào đối với người dân Cần Thơ qua câu ví 
Cần Thơ có bến Ninh Kiều
Có dòng sông đẹp với nhiều giai nhân
Cuộc đời luống những phù vân
Trở về bến cũ cố nhân xa rời
Bến Ninh Kiều cũng đi vào âm nhạc Việt Nam qua những bài hát trữ tình: Chiếc áo bà ba một nhạc phẩm của Trần Thiện Thanh với những câu hát cảm xúc: 
Về bến Ninh Kiều thấy chàng đợi người yêu
Em xinh tươi trong chiếc áo bà ba
Em đi mau kẻo trễ chuyến phà đêm
Qua bến bắc Cần Thơ
Trong ca khúc nổi tiếng Chiều Tây Đô của nhạc sĩ Lam Phương, cũng có nhắc đến địa danh Ninh Kiều:
Bờ sông yêu xưa tà áo thướt tha mỹ miều,
''Sao anh không thấy về Ninh Kiều?
Và bài hát Qua bến Ninh Kiều của tác giả Nguyễn Văn Hiên với những câu: 
Đêm nay qua bến Ninh Kiều
Nhớ về bóng dáng em yêu
Sông Nước Cần Thơ sáng tác La Tuấn Dũng nói lên nét đẹp và tâm tình người Cần Thơ:
... Tiếng mẹ ru con trên chiếc thuyền con
Rời bến Ninh Kiều tim tím lục bình trôi
Nhìn ra Sông Hậu bềnh bồng mênh mang quá
Về Cái Răng rồi, nghe tiếng hò trên sông...